# آتیلیو بولگری
آتیلیو بولگری (انگلیسی: Attilio Bulgheri; ۹ مارس ۱۹۱۳ – ۲۳ دسامبر ۱۹۹۵) بازیکن فوتبال اهل ایتالیا بود.
از باشگاه‌هایی که در آن بازی کرده‌است می‌توان به باشگاه فوتبال یوونتوس، باشگاه فوتبال لیورنو، و باشگاه فوتبال آلساندریا اشاره کرد.